# علیرضا ورناصری
علیرضا ورناصری قندعلی (زاده ۴ دی ۱۳۴۲ مسجدسلیمان) نمایندهٔ مسجدسلیمان، لالی، اندیکا و هفتکل، در یازدهمین دوره مجلس شورای اسلامی بود. 

## زندگی شخصی
علیرضا ورناصری متولد سال ١٣۴٢ شهرستان اندیکا در استان خوزستان است، او از سن ١٧ سالگی وارد جنگ ایران و عراق شد و به علت آنچه شرایط حساس جنگ نامید شده از دانشگاه انصراف داد و در جبهه جنگ و در سپاه پاسداران مسئولیت هایی را عهده‌دار بود و جانباز جنگی بشمار می آید.

## تحصیلات
کارشناسی مهندسى صنایع گرایش تولید صنعتى کارشناس ارشد علوم سیاسى گرایش روابط بین الملل دکتراى علوم سیاسى گرایش مسائل ایران از سال ٨۵ تا ٨٨ به‌عنوان مشاور استاندار و معاون فرمانداری اندیکا بود. از سال ٨٨ تا ٩٣ مدیر کل پیگیری دبیرخانه مجمع تشخیص مصلحت نظام و عضو کمیسیون سیاسی امنیتی بود و تاکنون مشاور دبیر مجمع تشخیص مصلحت نظام است و در این راستا مدیرعامل خیریه ای وابسته به مجمع است.ایشان اخیرأ به‌عنوان مسئول کمیته بازرسی یکی از فدراسیونهای ورزشهای رزمی منصوب شده است. ازسال ٩۵ تا سال ۹۷ مشاور و نماینده مدیر عامل موسسه جهادنصر در طرح ۵۵۰ هزار هکتاری رهبری در خوزستان و ایلام است.او ضمن تدریس در مرکز علمی کاربردی نور وابسته به مجمع، چندین مقاله تحقیقی و کنفرانس از ایشان در دانشگاه علوم تحقیقات اهواز و دانشگاه بین المللی خلیج فارس واحد خرمشهر ارائه شده است. مقاله تحقیقی ایشان با عنوان تحقّقِ خصوصی سازی در حمایت از کسب و کار ایرانی، با تاییدِ هیأت داورانِ همایش اقتصاد مقاومتی دانشگاه پیام نور (استان البرز) در مجموعه مقالات پذیرفته شده این همایش به چاپ رسید. علاوه براین مقالاتی از ایشان راجع احزاب در جهان سوم به همایشات مختلف راه یافته است. 

## مجلس یازدهم
علیرضا ورناصری قندعلی در یازدهمین دوره انتخابات مجلس شورای اسلامی، توانست در مرحله اول انتخابات با کسب ۳۷٬۴۱۱ رأی از مجموع ۹۶٬۹۷۹ رأی مأخوذه در رتبهٔ اول مسجد سلیمان، وارد مجلس یازدهم شود.